# Markus Eggler
Markus «Kusi» Eggler (* 22. Januar 1969 in Thun) ist ein Schweizer Curling-Sportler.

## Leben
Von Beruf ist Markus Eggler Marketingplaner und Betriebsleiter. Doch sein Hauptinteresse gilt und galt dem Curlingsport. Er war einer der besten Curler zu Beginn der 1990er Jahre und wurde mit seinem Team aus Biel/Bienne-Touring 1992 als Skip Weltmeister. Gegen Ende der 1990er war er mit seinem Team nicht mehr ganz so erfolgreich und wechselte zum Team um Andreas Schwaller. Dabei spielte er neu im Frontend. In dieser Konstellation gewann er 2002 in Salt Lake City eine olympische Medaille (Bronze). Nachdem er in der Saison 2005/06 pausiert hatte, suchte er eine neue Herausforderung und wurde zusammen mit Skip Ralph Stöckli 2007 erneut Schweizer Meister. Bei den Olympischen Winterspielen 2010 in Vancouver gewann er eine weitere Bronzemedaille.
Markus Eggler wohnt in Muttenz.

## Sportliche Erfolge
- WM-Gold 1992
- WM-Silber 2001
- WM-Bronze 1994
- EM-Silber 2001, 2009
- EM-Bronze 1993
- Olympiabronze 2002, 2010
- Sechsmal Schweizer Meister (1991, 1992, 1994, 2000, 2007 und 2009)